# Hangover 2
Hangover 2 (Originaltitel: The Hangover: Part II) ist eine US-amerikanische Filmkomödie aus dem Jahr 2011 von Regisseur Todd Phillips mit Bradley Cooper, Ed Helms, Justin Bartha und Zach Galifianakis in den Hauptrollen. In der Fortsetzung zu Hangover aus dem Jahr 2009 erleben die Freunde abermals eine exzessive Nacht mit folgenschwerer Gedächtnisstörung. 2013 folgte mit Hangover 3 der finale Teil der Hangover-Trilogie.

## Handlung
Phil, Alan und Doug machen sich gemeinsam mit Stu auf die Reise zu dessen Hochzeit nach Thailand. Nach dem Junggesellenabschied in Las Vegas möchte Stu kein Risiko eingehen und plant deshalb, sich mit seinen Freunden lediglich auf einen Brunch vor der Hochzeit zu beschränken. Zwei Tage vor der Hochzeit treffen sich Phil, Alan, Doug, Stu und Teddy, der 16-jährige Sohn von Stus künftigem Schwiegervater, am Strand für ein Lagerfeuer. Jeder erhält ein Bier und Alan überrascht die Gruppe mit einigen Beuteln Marshmallows.
Am nächsten Morgen wachen Phil, Alan und Stu in einem schäbigen Hotelzimmer in einer ihnen unbekannten Stadt auf. Phil entdeckt, dass Alans Haare abrasiert wurden. Beide finden Stu in der Badewanne mit einer Tätowierung auf der linken Gesichtshälfte, die der von Mike Tyson ähnelt. Phil findet einen abgetrennten Finger mit dem Ring des jungen Teddy und sie bemerken, dass dieser verschwunden ist. Unter einer Decke finden sie den bekannten Kriminellen Leslie Chow. Dieser verspricht, der Gruppe die Vorkommnisse zu erklären. Nach dem Konsum von Kokain bricht er jedoch zusammen und weist keinen Puls mehr auf. Aus Angst vor einer strafrechtlichen Verwicklung in diesen drogenbedingten Todesfall schleppen sie die Leiche, nachdem der Aufzug wegen eines Stromausfalls nicht funktioniert, in den 15. Stock und deponieren sie im Ausgabefach einer Eiswürfelmaschine, das sie mit einem Vorhängeschloss sichern. Sie werden nun von Doug angerufen, der sich früher von der Gruppe am Strand verabschiedet hatte. Sie erzählen ihm von der Abwesenheit Teddys, worauf Doug sich mit der Polizei in Verbindung setzt.
Kurze Zeit später erzählt Doug seinen Freunden, dass die Polizei Teddy aufgegriffen und in eine Ausnüchterungszelle gesteckt hat, woraufhin die drei sich mitsamt einem Äffchen, das ebenfalls in dem Hotelzimmer war, zu dem von Doug genannten Polizeirevier begeben. Dort wird ihnen jedoch ein älterer Herr im Rollstuhl, der kein Wort spricht, als Teddy vorgestellt. Allerdings trägt er das Sweatshirt von Teddy und hat auch Teddys Ausweis dabei. Zudem hat er eine Karte, auf der eine Bar genannt ist.
Die Freunde und der ältere Mann begeben sich zu der Bar und entdecken dort, dass diese und die Straße vollkommen verwüstet sind. Direkt nebenan finden sie im Schaufenster eines Tätowierladens ein Bild von Stu mit seinem neuen Tattoo. In diesem Laden erfahren sie, dass sie eine Straßenschlacht mit der Polizei angezettelt haben, was auch zu der starken Verwüstung geführt hat. Auch erfahren sie, dass Teddy bis zu diesem Zeitpunkt noch bei ihnen war und seine Habseligkeiten dem alten Mann gegeben hat, als sie von der Straße fliehen mussten. Der Tätowierer erzählt, dass der alte Mann zu einer bestimmten Gruppe Mönche gehört, die teilweise ein Schweigegelübde abgelegt haben und dessen Kloster am Stadtrand liegt.
Im Kloster angekommen, werden die Freunde von einem Mönch mit einem Stock geschlagen, da sie ununterbrochen reden, obwohl dort ein Schweigegebot gilt. Sie werden zum Abt geführt und dieser erzählt ihnen, dass sie den alten Mönch aus dem Kloster entführt hätten. Auf Anraten des Klostervorstehers versuchen sie, durch Meditation ihre Erinnerungen wiederzuerhalten, was bei Alan auch teilweise funktioniert, der die Freunde schließlich zu einer Tanzbar führt.
In der Tanzbar werden die drei vom Inhaber angesprochen, der gezielt nach Leslie Chow fragt, da dieser bei ihm einige Waffen bestellt hat. Die Gruppe erfährt, dass sie den ganzen Abend mit einer Kathoey, einer transgeschlechtlichen Tänzerin, zusammen waren. Von ihr erfahren sie, dass Teddy auch zu diesem Zeitpunkt noch bei ihnen war und dass Stu mit der Tänzerin Geschlechtsverkehr hatte, woraufhin Stu beinahe einen Nervenzusammenbruch erleidet. Beim Verlassen der Tanzbar werden die Freunde von zwei russischen Kriminellen auf einem Motorrad überfallen, welche unter Waffengewalt den Affen einfordern. Bei dieser Aktion wird Phil angeschossen.
Nachdem Phil behandelt worden ist, erzählt Alan, dass er die Marshmallows von Teddy mit „muskelentspannenden Mitteln“ und seinen ADHS-Medikamenten versetzt hat. Da aber die Inhalte der Marshmallowbeutel gemischt wurden, haben sich alle Personen, die am Strand saßen, ausgiebig mit Medikamenten versorgt, was auch zu der fehlenden Erinnerung führte. Eine Ausnahme ist Doug, der die Gruppe verlassen hatte, bevor die Marshmallows gegessen wurden.
Auf Alans Bauch entdecken die drei eine handgeschriebene Notiz, die besagt, dass sie sich kurze Zeit später in einem bestimmten Hotel einfinden sollen. Dort treffen sie auf einen Mann, der angibt, Teddy entführt zu haben, da Leslie Chow ihm noch viel Geld schulde und der von ihnen verlangt, dass Chow am nächsten Morgen zu einer Transferaktion des Geldes bereitstehen soll.
Als die Freunde daraufhin im Hotel die Leiche Chows nach Kontonummern und Passwörtern durchsuchen wollen, springt dieser ihnen vollkommen lebendig aus dem Eiswürfelfach entgegen. Durch das Kokain hatte er einen kurzen Herzstillstand erlitten, wodurch sich sein fehlender Puls erklärt. Chow hat die Codes jedoch in der Jacke des Affen deponiert, sodass das Tier, das als Drogendealer eingesetzt wird, noch einmal entführt werden muss. Dies gelingt, auch wenn der während der Verfolgungsjagd angeschossene Affe zum Tierarzt gebracht werden muss. Am nächsten Morgen erscheinen die Freunde und Chow wie vereinbart zu dem Treffen mit dem Mann, der sich nach kurzer Zeit jedoch als verdeckter Ermittler von Interpol zu erkennen gibt und Chow festnimmt. Er hatte nur behauptet, Teddy entführt zu haben, um so an Chow zu gelangen.
Als die Freunde kurz davor sind, aufzugeben und alles Stus zukünftiger Ehefrau zu beichten, hat Stu einen Einfall. Sie gehen zurück zum Hotel und brechen den Aufzug auf, der durch den Stromausfall steckengeblieben war. Tatsächlich finden sie dort Teddy. Wie sich herausstellt, wollte er neues Eis für seinen abgetrennten Finger holen und ist mit dem Aufzug gefahren, wobei dieser steckenblieb.
Glücklich, dass sich nun alles aufgeklärt hat, fahren die vier zusammen mit Chows Schnellboot zurück zum Ort von Stus Hochzeit, wo sein zukünftiger Schwiegervater bereits im Begriff ist, die Hochzeit abzubrechen. Sie schaffen es rechtzeitig und Stu und seine Zukünftige erhalten von ihrem Vater dessen Segen.
Alan hat als Hochzeitsgeschenk den Überraschungsgast Mike Tyson bestellt, der bei einem Auftritt mit mehreren Tänzerinnen das Lied One Night in Bangkok singt. Danach kommen Doug, Stu, Teddy, Phil, Alan und Mike Tyson zusammen und Teddy zeigt allen die Fotos seines Mobiltelefons, wodurch sie unter anderem auch erfahren, wie Teddys Finger abgetrennt wurde.

## Produktion

### Synchronisation
Die deutsche Synchronisation entstand nach einem Dialogbuch von Kim Hasper unter dessen Dialogregie im Auftrag der Film- & Fernseh-Synchron GmbH in München/Berlin.
| Darsteller          | Deutsche Stimme          | Rolle                 |
| ------------------- | ------------------------ | --------------------- |
| Bradley Cooper      | Tobias Kluckert          | Phil Wenneck          |
| Ed Helms            | Uwe Büschken             | Stu Price             |
| Zach Galifianakis   | Michael Iwannek          | Alan Garner           |
| Justin Bartha       | Marcel Collé             | Doug Billings         |
| Ken Jeong           | Axel Malzacher           | Leslie Chow           |
| Paul Giamatti       | Stefan Krause            | Kingsley              |
| Jeffrey Tambor      | Helmut Gauß              | Sid Garner            |
| Nimit Luksameepong  | Chokchai Ngamboonjit     | Desk Officer          |
| Nirut Sirichanya    | Lutz Riedel              | Fohn, Laurens Vater   |
| Yasmin Lee          | Martina Treger           | Kimmy                 |
| Jamie Chung         | Maria Koschny            | Lauren                |
| Mike Tyson          | Jan Odle                 | Mike Tyson            |
| Aroon Seeboonruang  | Friedrich Georg Beckhaus | Mönch                 |
| Vithaya Pansringarm | Lutz Mackensy            | Pfarrer               |
| Bryan Callen        | Jaron Löwenberg          | Samir                 |
| Gillian Vigman      | Julia Koberstein         | Stephanie Wenneck     |
| Nick Cassavetes     | Thomas Petruo            | Tattoo Joe            |
| Mason Lee           | Ricardo Richter          | Teddy, Laurens Bruder |
| Sasha Barrese       | Ghadah Al-Akel           | Tracy Garner Billings |

### Soundtrack
Der Soundtrack zum Film umfasst zwölf Titel.
| Nr. | Titel                  | Interpret                                              |
| --- | ---------------------- | ------------------------------------------------------ |
| 1.  | Black Hell             | Danzig                                                 |
| 2.  | Stronger               | Kanye West                                             |
| 3.  | The Downeaster ‘Alexa’ | Billy Joel                                             |
| 4.  | The Beast In Me        | Mark Lanegan (im Film und im Original von Johnny Cash) |
| 5.  | Sofi Needs a Ladder    | Deadmau5                                               |
| 6.  | Allentown              | Ed Helms                                               |
| 7.  | Pusher Man             | Curtis Mayfield                                        |
| 8.  | Love Train             | Wolfmother                                             |
| 9.  | I Ran                  | Ska Rangers                                            |
| 10. | One Night in Bangkok   | Mike Tyson                                             |
| 11. | Just the Way You Are   | Ska Rangers                                            |
| 12. | Bad Man’s World        | Jenny Lewis                                            |

Folgende Lieder sind auf dem Soundtrack nicht zu hören:
1. Monster – Kanye West, Rick Ross, Nicki Minaj, Jay-Z und Bon Iver
2. Imma Be – The Black Eyed Peas
3. Time in a Bottle – Jim Croce
4. Turn Around (5.4.3.2.1) – Flo Rida

## Rezeption

### Kritiken
Christian Horn schrieb auf Fluter.de, dass der „Esprit“ des Vorgängers „der gestelzt wirkenden Fortsetzung fast völlig“ abgehe, so würden lediglich „eine Handvoll guter Gags und der Restcharme der Darsteller“ den „schalen Neuaufguss vor der absoluten Leere“ bewahren. Auch Sophie Albers Ben Chamo meinte auf stern.de: „Leider verlässt sich ‚Hangover 2‘ komplett auf dieses ‚wieder‘. Weil das Original eben so neu, so großartig, so originell war, kommt Teil zwei als Abklatsch daher – sei es der irre Mister Chow oder Phil-Collins-Fan Mike Tyson, der Tiger ist diesmal ein Affe, aus dem verschollenen Doug wurde Teddy. Es bleibt ein Spaß, aber diesmal gibt es hinterher tatsächlich einen Kater.“ In der Tageszeitung hieß es, das Drehbuch beute „etwas berechenbar alle jene Stereotype aus, die um Bangkok kursieren: von buddhistischen Schweigemönchen, die mit dem Schlagstock operieren, über transsexuelle Liebesdienste bis zu mafiösen Untergrundnetzwerken“. Die „All-American-Guys“ würden „durch diese Welt der Laster“ hindurchtauchen, dabei jedoch „allzu heil und intakt“ bleiben, eine „Zersetzung ihrer Scheinmoral“ riskiere der Film nicht. Volker Probst von n-tv äußerte sich über den Film wie folgt: „Mit ‚Hangover 2‘ verhält es sich […] wie mit Lady Gaga – man ist geneigt, die erste Wiederholung noch einmal zu verzeihen. ‚Hangover 2‘ ist immer noch ein lustiger Film, doch vergleichbare Aha-Effekte und Überraschungsmomente wie der erste Teil kann er nicht mehr liefern.“
Das Lexikon des internationalen Films schrieb, der Film entwickle „das Original nicht weiter“, sondern kopiere es lediglich und peppe es „mit einem Schuss Exotismus“ auf. Einzig die „gut aufgelegten Darsteller“ würden „für eine gewisse Unterhaltung“ sorgen, „die sich ansonsten vor allem in einer gesteigerten Zoten-Drastik“ gefalle.

### Einspielergebnis
Der Film spielte bei einem Produktionsbudget von 80 Millionen US-Dollar weltweit rund 586 Mio. US-Dollar ein und damit etwa 120 Millionen US-Dollar mehr als der erste Teil. Er zählt damit zu den erfolgreichsten Filmen des Jahres 2011.

## Fortsetzung
Warner Bros. und Regisseur Todd Phillips gaben Anfang 2012 bekannt, dass ein dritter und letzter Teil der Trilogie geplant ist. Hangover 3 startete am 23. Mai 2013 in den US-Kinos.

## Trivia
- Ursprünglich sollte Mel Gibson im Film die Rolle des Tattoo-Künstlers spielen. Aufgrund von Widerstand gegen Gibson von Seiten der am Film beteiligten Schauspieler und Filmcrew kündigten die Produzenten die Vereinbarung mit Gibson.[12] Darauf wurde die Szene mit Liam Neeson gedreht. Später wollte Todd Phillips die Szene nachdrehen, Neeson stand zu diesem Zeitpunkt aufgrund seiner Verpflichtung für die Fortsetzung von Kampf der Titanen aber nicht mehr zur Verfügung. Im fertigen Film wird die Rolle schlussendlich von Nick Cassavetes verkörpert.[13]
- Die Dreharbeiten begannen am 8. Oktober 2010 und endeten am 1. Januar 2011.[14]
- Der Starttermin wäre fast verschoben worden, weil Mike Tysons Tätowierer wegen einer Urheberrechtsverletzung geklagt hatte.[15]
- Hangover 2 startete wie auch der Vorgänger äußerst erfolgreich in den deutschen Kinos. Der Film erhielt einen Bogey in Silber für zwei Millionen Besucher innerhalb von 20 Tagen.
- Am 17. Dezember 2010 wurde der australische Stuntman Scott McLean bei einem Autounfall schwer verletzt und erlitt bleibende Hirnschäden. Die Ursache dafür soll in einer kurzfristigen Änderung der Stuntparameter durch den Stuntkoordinator Russell Solberg gelegen haben. Solberg und der Regisseur der Second Unit Brian Smerz sind Beklagte in einer Schadensersatzklage McLeans gegen die Produktionsfirma Warner Bros.[16]
- Bei Filmkritikern wie Roger Ebert und Richard Roeper findet eine Aufnahme im Abspann des Films negative Erwähnung; diese ist eine Nachahmung eines Fotos des Kriegsjournalisten Eddie Adams, welches die Hinrichtung des Vietcong Văn Lém zeigt und 1968 Pressefoto des Jahres wurde und wofür Adams den Pulitzer-Preis bekam. Ebert bezeichnet den Umgang damit als Schändung: „This is a raunch fest, yes, but not an offense against humanity (except for that photo, which is a desecration of one of the two most famous photos to come out of the Vietnam War).“[17][18]